# Calvignasco
Calvignasco es una localidad y comune italiana de la provincia de Milán, región de Lombardía, con 1.029 habitantes.

## Evolución demográfica
| Gráfica de evolución demográfica de Calvignasco entre 1861 y 2001 |
|                                                                   |
| Fuente ISTAT - elaboración gráfica de Wikipedia                   |